# Nyctemera communicata
Nyctemera communicata är en fjärilsart som beskrevs av Embrik Strand 1909. Nyctemera communicata ingår i släktet Nyctemera och familjen björnspinnare. Inga underarter finns listade i Catalogue of Life.